# Olympische Zwischenspiele 1906/Leichtathletik – 5 Meilen (Männer)
Der 5-Meilen-Lauf der Männer bei den Olympischen Zwischenspielen 1906 in Athen wurde am 25. April 1906 im Panathinaiko-Stadion entschieden.

## Rekorde
| Weltrekord | 24:33,4 min | Großbritannien | Alfred Shrubb | 1904 |

## Ergebnisse
| Platz | Athlet                   | Land           | Zeit (min) |
| ----- | ------------------------ | -------------- | ---------- |
| 1     | Henry Hawtrey            | Großbritannien | 26:11,8    |
| 2     | John Svanberg            | Schweden       | 26:19,4    |
| 3     | Edward Dahl              | Schweden       | 26:26,2    |
| 4     | George Bonhag            | USA            | k. A.      |
| 5     | Pericle Pagliani         | Italien        | k. A.      |
| 6     | George Blake             | Australien     | k. A.      |
|       | Felix Kwieton            | Österreich     | k. A.      |
|       | Arnošt Nejedlý           | Böhmen         | k. A.      |
|       | Arthur Marson            | Ägypten        | k. A.      |
|       | Francis Edwards          | Großbritannien | k. A.      |
|       | John McGough             | Großbritannien | k. A.      |
|       | Henry Weber              | Großbritannien | k. A.      |
|       | Arnold Churchill         | Großbritannien | k. A.      |
|       | Stephen Carnelly         | Großbritannien | k. A.      |
|       | Dimitrios Stamou         | Griechenland   | k. A.      |
|       | Xenofon Milonakis        | Griechenland   | k. A.      |
|       | Ioannis Arvanitis        | Griechenland   | k. A.      |
|       | Dimitrios Kantzias       | Griechenland   | k. A.      |
|       | Ioannis Santorinaios     | Griechenland   | k. A.      |
|       | Alkiviadis Tzelepopoulos | Griechenland   | k. A.      |
|       | Ernst Serrander          | Schweden       | k. A.      |
|       | Harvey Cohn              | USA            | k. A.      |
|       | William Frank            | USA            | k. A.      |
|       | Louis Bonniot de Fleurac | Frankreich     | DNF        |
|       | Gaston Ragueneau         | Frankreich     | DNF        |
|       | Hermann Müller           | Deutschland    | DNF        |
|       | Fritz Skullerud          | Norwegen       | DNF        |
|       | John Daly                | Großbritannien | DSQ        |

Hawtrey übernahm die Führung nach zwei Meilen und gewann das Rennen sicher. Auch der zweite Platz von Svanberg war ungefährdet. Um Platz drei lieferten sich Daly und Dahl auf der Zielgeraden einen Kopf-an-Kopf-Kampf. Dabei verließ Daly mehrfach die gerade Lauflinie und verhinderte dadurch ein Überholmanöver Dahls. Ob dies absichtlich geschah oder auf Dalys Erschöpfung zurückzuführen war, ist unklar. Dennoch wurde der Ire einen Tag nach dem Wettkampf disqualifiziert.